# Okuruto Noboru
Okuruto Noboru Inc. (株式会社オクルトノボル, Kabushiki-gaisha Okuruto Noboru) est un studio d'animation japonaise fondé le 1er décembre 2017 et situé à Toshima dans la préfecture de Tokyo, au Japon.

## Productions

### Séries télévisées
| Année | Titre                                    | Réalisateur(s)          | Dates de 1re diffusion | Dates de 1re diffusion | Nb. éps. | Remarques                                                                                                 | Réf(s) |
| Année | Titre                                    | Réalisateur(s)          | Début                  | Fin                    | Nb. éps. | Remarques                                                                                                 | Réf(s) |
| ----- | ---------------------------------------- | ----------------------- | ---------------------- | ---------------------- | -------- | --- | ------ |
| 2018  | The Girl in Twilight (en)                | Jin Tamamura Yūichi Abe | 1er octobre 2018       | 17 décembre 2018       | 12       | Franchise multimédia célébrant les 20 ans de la chaine Animax. Coproduit avec Dandelion Animation Studio. | ,      |
| 2021  | The Hidden Dungeon Only I Can Enter (en) | Kenta Ōnishi            | 9 janvier 2021         | 27 mars 2021           | 12       | Basée sur le light novel écrit par Meguru Seto.                                                           | [ 4 ]  |
| 2021  | How Not to Summon a Demon Lord Ω         | Satoshi Kuwabara        | 9 avril 2021           | 11 juin 2021           | 10       | Suite de How Not to Summon a Demon Lord. Coproduit avec Tezuka Productions.                               | [ 5 ]  |
| 2022  | Tomodachi Game                           | Hirofumi Ogura          | 6 avril 2022           | 22 juin 2022           | 12       | Basée sur le manga écrit par Yuki Sato.                                                                   | [ 6 ]  |

### OAV
| Année | Titre                                               | Réalisateur(s) | Dates de sortie | Nb. éps. | Remarques                                                   | Réf(s) |
| ----- | --------------------------------------------------- | -------------- | --------------- | -------- | ----------------------------------------------------------- | ------ |
| 2019  | Hyperdimension Neptunia: Nepu no Natsuyasumi        | Masahiro Mukai | 8 juillet 2019  | 1        | Épisode OAV de Hyperdimension Neptunia: The Animation.      | [ 7 ]  |
| 2021  | Planetarian: Snow Globe                             | Jin Tamamura   | 20 janvier 2021 | 1        | Épisode OAV de Planetarian: The Reverie of a Little Planet. | [ 8 ]  |
| 2022  | Hyperdimension Neptunia: Nep Nep Darake no Festival | Masahiro Mukai | octobre 2022    | 1        | Épisode OAV de Hyperdimension Neptunia: The Animation.      | [ 9 ]  |